# Kiến Thiết, Tuyên Quang
Kiến Thiết là một xã thuộc tỉnh Tuyên Quang, Việt Nam.
Xã có diện tích 109 km², dân số tính đến tháng 6 năm 2023 là 6.367 người, mật độ dân số đạt 45 người/km². với 11 dân tộc như: Mông, Tày, Nùng, Dao, pà thẻn, thái....